# Hans Krumlinde
Hans Bruno Vilhelm Krumlinde, född 14 juli 1943, död 15 augusti 2024, är en svensk före detta friidrottare (sprinter). Han tävlade för IFK Linköping. 

## Personliga rekord
- 100 m: 10,6 s (Stockholms Stadion, 22 juli 1966)[3]
- 200 m: 21,5 s (Västervik, 13 juli 1967)[5]